# Унтервелленборн
Унтервелленборн (нім. Unterwellenborn) — громада в Німеччині, розташована в землі Тюрингія. Входить до складу району Заальфельд-Рудольштадт.
Площа — 56,08 км2. Населення становить 8426 ос. (станом на 31 грудня 2021).